# Coniologie
Cet article court présente un sujet plus développé dans : Aérosol.

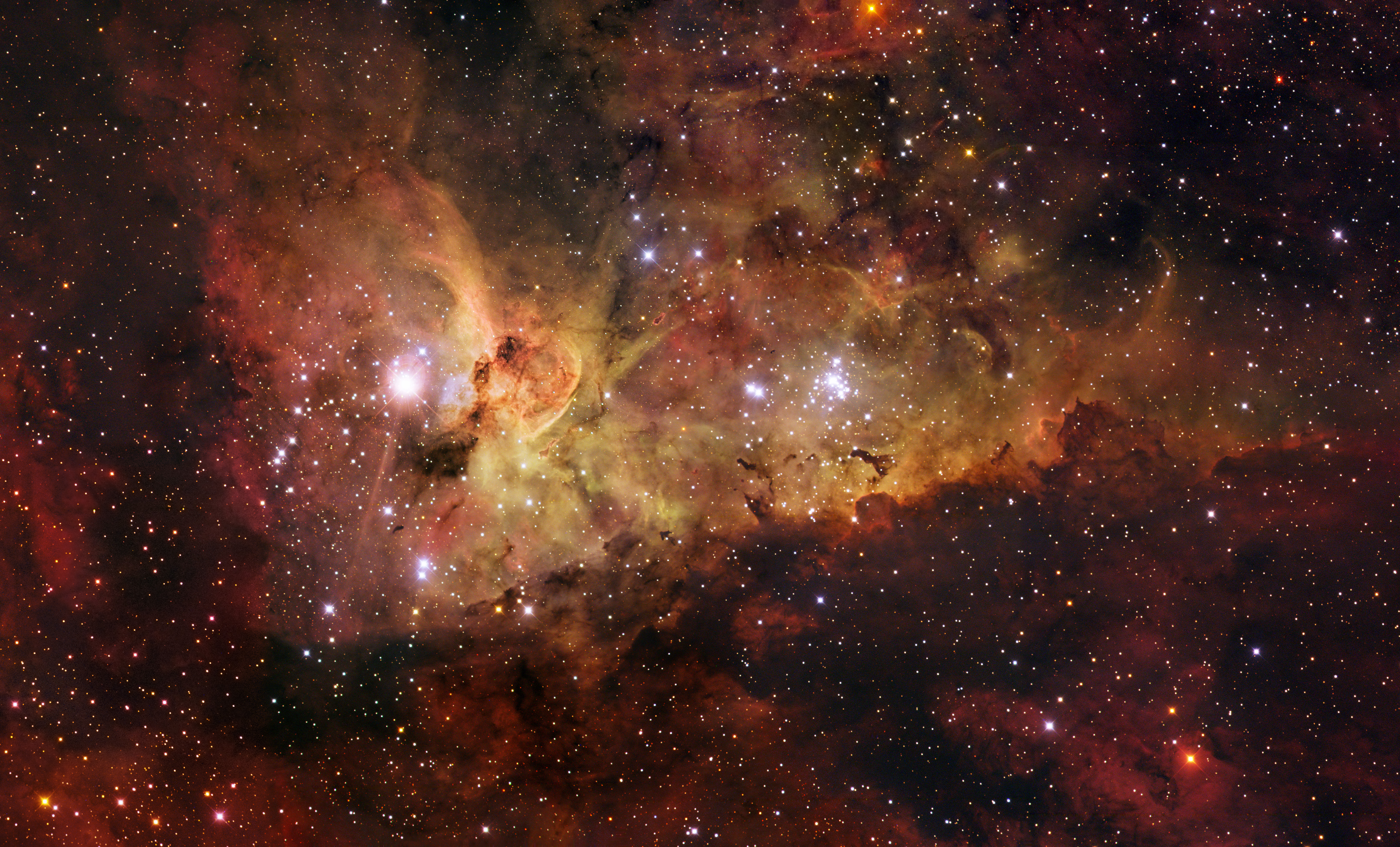
La nébuleuse de la Carène, située à 7500 années-lumière.

La coniologie ou koniologie (du grec κόνις, konis ou κονίᾱ, koniā, « poussière » ; et -λογία, -logia) est l'étude des poussières atmosphériques et de leurs effets. Des échantillons de poussière sont souvent collectés dans des appareils appelés  conimètres.